# Bi tình song sinh
Sud Sai Pan (tên tiếng Thái: สุดสายป่าน, tên tiếng Việt: Tình tay ba / Bi tình song sinh) là bộ phim truyền hình Thái Lan phát sóng vào năm 2013. Bộ phim chiếu trên đài Channel 5 (CH5) Thái với sự tham gia của Yuthana Puengklarng & Wannarot Sonthichai... Đây là bộ phim đầu tiên Vill đóng hai vai cũng là vai diễn phản diện đầu tiên của cô. Phim phát sóng tại Việt Nam trên kênh Let's Viet.

## Nội dung
Thiti – một anh chàng điển trai hiền lành, lớn lên cùng người mẹ bán bánh nghèo khổ nhưng cuộc sống vẫn vui tươi và bình dị. Trong một chuyến dã ngoại cùng bạn bè, anh vô tình gặp được Kandawasi “giả” (thực chất là Kandamani – em song sinh của Kandawasi “thật”) – một cô gái sở hữu ngoại hình quyến rũ cùng nụ cười gợi cảm. Mê đắm với những xúc cảm đầu đời, anh nhanh chóng bị “hớp hồn” bởi cô gái dạn dày tình trường; đến nỗi, Thiti không những chẳng muốn rời xa mà còn ngỏ ý muốn lấy cô làm vợ dù chưa biết thực sự người con gái anh đang quen là ai, đến từ đâu, gia đình thế nào…
Vốn bản tính lẳng lơ và cũng “xem nhẹ” chuyện yêu đương, Kandawasi “giả” rời bỏ Thiti ngay khi phát hiện gia thế bần hàn của anh. Quá bất ngờ khi người yêu biến mất, Thiti luôn hy vọng sẽ tìm thấy cô trong một ngày không xa. Và không lâu sau đó, anh tình cờ nhìn thấy Kandawasi “thật” trong một bữa tiệc. Ngỡ là người con gái từng yêu, Thiti quyết làm sáng tỏ mọi chuyện và mong muốn hàn gắn mối tình dang dở. Anh tiếp cận và ngỏ ý quay lại với Kandawasi. Phũ phàng thay, cô chối phăng quan hệ trước đó với anh, và khẳng định rằng mọi chuyện đều do “người giống người” gây ra.
Mang thắc mắc hỏi cha về việc liệu có một người chị em sinh đôi với cô mà ông đang cố giấu diếm? Cha phủ nhận và khẳng định chắc chắn trên đời này chỉ có một Kandawasi – là kết quả của cuộc hôn nhân thất bại giữa ông và người vợ đầu. Lúc này, Thitit được mẹ tiết lộ anh là cháu trai và là người thừa kế duy nhất của dòng họ Surayakan danh giá; mọi lỗi lầm trước đó gia đình bên nội đã tha thứ nên anh được phép quay trở về cuộc sống “danh gia vọng tộc”, trở thành “quý tử” giàu có và sang trọng.
Chuyện đời không ai ngờ, Thiti vì muốn chiều lòng bà nội đã cầu hôn Kandawasi. Còn Kandawasi, vì muốn chứng minh mối quan hệ trong sáng với Prapanh – người yêu hiện tại của Narirat, em gái cùng cha khác mẹ với cô, nên đã chấp nhận lời đề nghị. Bị định mệnh trói buộc, cả hai vẫn phải kết hôn vì không còn lựa chọn nào khác.
Về phần Kandamani, vẫn theo dõi cuộc sống người chị gái song sinh của mình nên cô biết Kanwadasi đã kết hôn, và vị hôn phu không ai khác là Thiti, nay đã là một thiếu gia giàu có. Uất ức và đố kị trước những hạnh phúc mà chị gái may mắn đang có, cô tìm mọi cách gặp lại Thiti, hòng giành giựt những gì từng thuộc về mình. Liệu trước người em gái lắm toan tính, nhiều mưu mô, Kandawasi hiền lành có đủ mạnh mẽ để vững vàng vượt qua những sóng gió đang ngày đêm bủa vây lấy cô? Còn Thiti, giữa yêu thương và dục vọng, anh có đủ khả năng phân định được đâu là người mà trái tim mình thực sự khao khát?

## Diễn viên
- Yuthana Puengklarng as Thitit Suriyakan
- Wannarot Sonthichai as Gandaowasee/Gandaomanee Girinisuan
- Nat Thephussadin Na Ayutthaya as Wasan Prasormboon
- Ratchanont Suprakob as Wit Asawagrai
- Alicha Laisuthruklai as Urai (mẹ kế Gandaowasee)
- Pitchaya Chaowalit as Ying Kai Napa
- Pollawat Manuprasert as Wiset Girinisuan (bố của Gandaowasee/Gandaomanee)
- Aitanik Intarasut as Nareerat (con gái Urai)
- Pongsiri Bunluewong as Brapun (người yêu Nareerat)
- Uthaisri Srinarong as Rampei (bạn Gandaowasee)
- Wayo Assawarungruang as
- Paweena Shareefsakul as Phuttan (mẹ của Thitit)
- Sunsanee Wattananukul as Princess Consort Laksami Surayakan (bà nội Thitit)
- Gorrawan Suttiwong as Lisa
- Sirin Kohkiat as Imjai
- Chompoonuch Piyatumchai as Wilaiwun (bạn Gandaomanee)
- Ron Banjongsang as bố dượng Gandaomanee
- Ninenote Chayut as
- Patiphan Lowsathian as bạn Thitit

## Rating
- Tập 1: 2.2
- Tập 2: 2.4
- Tập 3: 2.2
- Tập 4: 2.6
- Tập 5: 2.2
- Tập 6: 2.2
- Tập 7: 2.1
- Tập 8: 2.8
- Tập 9: 2.8
- Tập 10: 3.6
- Tập 11: 3.7
- Tập 12: 4.1
- Tập 13: 3.8
- Tập 14: 5.8
- Tập 15: 5.9
- Tập 16: 6.8
- Tập 17: 6.8

Trung bình: 3.65 (Rating cao nhất đài CH5 2013)

## Ca khúc nhạc phim
- ยังรักเธอเหมือนเดิม ร้องโดย แบงค์ ปรีติ บารมีอนันต์ / Yung Ruk Tur Meuan Derm (BANKK CASH)